# Lepraria
Lepraria Ach. (liszajec) – rodzaj  grzybów należący do rodziny chróścikowatych (Stereocaulaceae). Ze względu na współżycie z glonami zaliczany jest do porostów.

## Systematyka i nazewnictwo
Pozycja w klasyfikacji według Index Fungorum: Stereocaulaceae, Lecanorales, Lecanoromycetidae, Lecanoromycetes, Pezizomycotina, Ascomycota, Fungi.
Synonimy nazwy naukowej: Amphiloma Nyl., Conia Vent., Epinyctis Wallr. Pulina Adans.
Nazwa polska według Krytycznej listy porostów i grzybów naporostowych Polski.

## Gatunki występujące w Polsce
- Lepraria borealis Loht. & Tønsberg 1994 – liszajec borealny
- Lepraria cacuminum (A. Massal.) Kümmerl. & Leuckert 1995 – liszajec górski
- Lepraria caesioalba (B. de Lesd.) J.R. Laundon 1992 – liszajec modrobiały
- Lepraria crassissima (Hue) Lettau 1958 – liszajec gruby
- Lepraria diffusa (J.R. Laundon) Kukwa 2002 – liszajec rozpierzchły
- Lepraria eburnea J.R. Laundon 1992  – liszajec białawy
- Lepraria elobata Tønsberg 1992 – liszajec bezłatkowy
- Lepraria flavescens Clauzade & Cl. Roux 1978[4] – liszajec żółtawy
- Lepraria incana (L.) Ach. 1803 – liszajec szary
- Lepraria jackii Tønsberg 1992 – liszajec Jacka
- Lepraria lobificans Nyl. 1873 – liszajec łatkowany
- Lepraria membranacea (Dicks.) Vain. 1921 – liszajec wełnisty
- Lepraria neglecta (Nyl.) Erichsen 1957 – liszajec zaniedbany
- Lepraria nivalis J.R. Laundon 1992 – liszajec niwalny
- Lepraria rigidula (B. de Lesd.) Tønsberg 1992 – liszajec najeżony
- Lepraria umbricola Tønsberg 1992 – liszajec cieniolubny
- Lepraria vouauxii (Hue) R.C. Harris 1987 – liszajec Vouauxa

Nazwy naukowe na podstawie Index Fungorum. Nazwy polskie według Krytycznej listy porostów i grzybów naporostowych Polski.